# Јован XII Цариградски
Јован XII Цариградски (умро после 1308) је био цариградски патријарх од 1294. до 1303. године, у српској историји познат као патријарх који се оштро супротставио одлуци византијског цара Андроника II Палеолога (1282—1328) да своју малолетну ћерку Симониду уда за српског краља Милутина (1282—1321).

## Младост
Година рођења патријарха Јована није позната. Рођен је у Созопољу, на западној обали Црног Мора, у данашњој Бугарској. Био је познат по надимку "Козма" пре него што је 1294. године постао патријарх. Припадао је странци "зилота". По доласку на патријаршијску столицу, Јован се сукобио са владајућим царем Андроником најпре због тога што је одбио да испуни царев захтев да баци анатему на све оне који су ковали завере против династије Палеолога. Остао је упамћен и као борац против симоније.

## Сукоб са царем око Симонидине удаје

### Узроци
До сукоба цара и патријарха поводом Симонидине удаје дошло је марта 1299. године. Због јаке зиме, цар Андроник је, по писању Георгија Пахимера, морао одложити свој одлазак на исток, где је кренуо тек фебруара месеца. Одлучио је да патријарху Јовану, са којим је и раније био у сукобу, не говори ништа о брачним плановима између Симониде и Милутина. Сазнавши за вести, патријарх се нашао тешко увређен. Сматрао је да се брак и не може закључити без његовог одобрења. Због тога је и Јован напустио Цариград, наводно да поздрави цара, а у ствари је желео да покрене питање Симонидине удаје за Милутина. Договор је био да се цар и патријарх сретну у Силистрији, где је Андроник дошао тек 3. марта. Разговор је требало да буде обављен сутрадан, у недељу, на ускршње покладе. Након црквене службе, патријарх је покренуо два питања: питање постављања његовог смртног непријатеља Јована Тарханиота за стратега на истоку. Тарханиот је важио за јеретика. Друго питање било је питање Симонидине удаје. Цар је, међутим, прекинуо сваку расправу, поздравио патријарха и напустио град. Јован се нашао смртно увређеним због царевог поступка. Изјавио је да се неће вратити у патријаршију пре повратка цара. Брак Милутина и Симониде није био легалан по црквеним законима. Милутин се више пута женио пре 1299. године, напре са непознатом властелинком, потом са ћерком тесалског владара, па са Аном Тертер, ћерком бугарског цара Георгија и напослетку са Јелисаветом, ћерком угарског краља Стефана V (1270—1272). Интересантно је да је и Андроникова прва супруга, док се на престолу још увек налазио његов отац Михаило, била ћерка овог истог Стефана, који је уједно био и отац Драгутинове супруге Катилине.

### Симонидина удаја
Јован је убрзо заиста морао напустити Силистрију и отићи у Цариград због неке очне болести. Није отишао у патријаршију, као што је и обећао. Остао је у манастиру Богородице Памакаристе. Андроник је на Ускрс пристигао у Солун где је обављено све око Симонидине удаје за Милутина. Котаниц је предат као талац Византинцима. Он је четовао против Византије још од времена владавине Милутиновог брата Драгутина (1276—1282), старијег сина краља Уроша (1243—1276). Међутим, од времена Милутинове владавине, Котаниц је био у служби Срба, за разлику од претходног периода, када је командовао српским одредима. Византинцима је био трн у оку, о чему сведочи и Манојло Фил. Михаило Главаш није успео у потпуности да га сузбије. Захтев Византинаца да свадби присуствује краљица Јелена није испуњен тобож због њене старости и дужине пута, а стварни разлог да се наслутити - Јеленино противљење промени Милутинове спољне политике. О томе је и писала патријарху Јовану.

### Састанак цара и патријарха
Андроник се дуго задржао у Солуну. У Цариград се вратио тек идуће, 1300. године. Са собом је повео Котаница и Ану Тертер, Милутинову претходну супругу. Тамо га је дочекао патријарх Јован који је поново покренуо питање Симонидине улоге. Андроник је покушао да смири ситуацију и убеди патријарха да се врати у патријаршију, што је овај упорно одбијао. Андроник је 1. фебруара 1300. године отишао у манастир у коме је патрихарх боравио, заједно са другим црквеним великодостојницима. Пахимер је лично присуствовао овом састанку и о њему је оставио исцрпне податке. Поред Симонидине удаје, патријарх је поставио и захтеве у погледу пореза. Андроник је правдао удају своје ћерке, наглашавајући да је није драговољно предао у руке варварина. Милутин је пљачкао периферије царства и одводио становништво у ропство, те је споразумом из 1299. године Андроник купио мир.
Такође, Андроник је правдао брак пред црквеним правом. Како је Милутин отерао своју прву супругу не раскидајући брак са њом, остали бракови су сматрани неважећим, те се Милутин и није женио неколико пута, већ само једном, пре Симониде. Тертерова кћи не може се сматрати законитом ћерком јер је Милутинова прва жена, чије име у историографији није познато, је још увек била у животу. Андроник је позвао црквене великодостојнике да суде о његовим поступцима. Они су остали под утиском Андрониковог говора, те су оправдали све што је урадио. Говор је по свему судећи оставио утисак и на патријарха, те је он обећао да ће се већ сутрадан вратити у патријаршију.

## Повлачење и последње године
Споразум са царем Андроником из 1300. године био је кратког века. Цар је обећао да ће испунити патријархове захтеве по питању пореза, што није учинио. Јула 1302. године Јован XII је запретио да ће сићи са патријаршијске столице. Андроник, плашећи се скандала, тражио је изговор да свргне патријарха. Пронашао је његовог наследника у Атанасију I. Атанасије је већ и раније обављао функцију цариградског патријарха (1289—1293). Упамћен је као велики противник црквене уније коју је Андроник покушавао да успостави са Римом како би избегао сукобе са Карлом Анжујским. Због тога је и замењен Јованом 1293. године. Како се и Атанасијев наследник показао као царев супарник, Андроник је настојао да поврати свргнутог патријарха на власт. Позивајући се на његов такозвани пророчки дар, Андроник му је дао легитимитет. Атанасије је предвидео да ће велика катастрофа убрзо задесити Византијско царство које је живело у супротностима са догмама православне цркве. Цариград је 15. јануара 1303. године погодио јак земљотрес, у чему су савременици видели испуњење Атанасијевих пророчанстава. Суочен са таквим противкандидатом, Јован је напустио патријаршијску столицу јуна исте године.
Патријарх је 1308. године заробљен од стране Бугара. Тада је у име бугарског цара преговарао са царем Андроником. Ово је и последњи пут да га срећемо у историјским изворима. Година смрти патријарха Јована није позната.